# بابی (آلاباما)
بابی  شهری است در ایالت آلاباما در کشور آمریکا.

## مکان
بابی در موقعیت () قرار دارد.
با توجه به اطلاعات اداره آمار آمریکا مساحت آن در حدود ۳۰ است.

## مردم‌شناسی
با توجه به آمار سال ۲۰۰۰ جمعیت آن ۶۲۷ نفر، ۲۵۸ خانواده در آن ساکن هستند.
تعداد ۲۸۴ واحد خانه در هر مساحت تقریبی (۹،۵akm²) قرار دارد.
۲۲،۳% درصد از خانواده‌های فرزند زیر ۱۸ سال داشتند که از این تعداد ۶۴% درصد زوج بوده و ۸،۹% درصد زنان بدون شوهر و ۲۵،۲% درصد نیز غیر خانواده بودند.
متوسط درآمد یک خانواده در حدود ۳۱،۸۷۵ دلار آمریکا است و زنان درآمد متوسط ۲۷،۰۵۴ دلار آمریکا و مردان درآمد متوسط ۱۷،۰۰۰ دلار آمریکا بدست می‌آورند.